# Wilhelmus Theodorus Hermans
Wilhelmus Theodorus Hermans (Oss, 5 mei 1806 - Eindhoven, 3 juli 1881) was wethouder van de Nederlandse stad Eindhoven. Hij was goud- en zilversmid, raadslid te Eindhoven vanaf 1857 en wethouder vanaf 1880 tot aan zijn dood in 1881.
Hermans werd geboren als zoon van Hermanus Gijsbertus Hermans en Isabella van der Goor. Hij trouwde te Eindhoven op 1 juni 1835 met Maria Anna Smits, dochter van burgemeester Johan Nicolaes Smits en Wilhelmina Huberta Kuijpers, geboren te Eindhoven op 5 juni 1796, overleden in Eindhoven op 14 februari 1882.